# Daniils Ulimbaševs
Daniils Ulimbaševs (ur. 12 marca 1992) – łotewski piłkarz, pomocnik, zawodnik FK RFS, młodzieżowy reprezentant Łotwy.
W dorosłej reprezentacji Łotwy zadebiutował 10 października 2017 w wygranym 4:0 meczu z Andorą.